# Louis-Pierre Wenès
Louis-Pierre Wenès, né le 28 janvier 1949 à Paris 13e, est un dirigeant d'entreprise français.

## Biographie
Diplômé de l'École centrale de Paris en 1970, il est notamment connu pour avoir été le numéro 2 de Orange France et un « cost-killer » chargé de réduire les coûts chez l'opérateur téléphonique après avoir effectué une partie de sa carrière dans des cabinets de conseil.
Engagé en 2003 par Thierry Breton, Louis-Pierre Wenès met en place un plan massif d'économies sur les achats au sein du groupe de télécommunications. Avec la direction, il réalise 15 milliards d'euros de cost killing, dont 6 qui lui sont directement attribués par Didier Lombard, arrivé à la tête de l'entreprise en 2005. 
Concepteur du plan NExT ayant pour but d'apporter de profondes mutations, et dont les conséquences ont été particulièrement mises en avant par un rapport du cabinet Technologia
Il est directeur des opérations France jusqu'au 5 octobre 2009, date à laquelle il est remplacé par Stéphane Richard. Il est mis en cause, avec Didier Lombard et le DRH Olivier Barberot, dans le rapport publié en 2010 par l'inspection du travail,, avant d'être mis en examen le 4 juillet 2012 pour harcèlement moral.
Le procès débute le 6 mai 2019 au tribunal correctionnel de Paris et dure jusqu'au 11 juillet 2019 inclus. Louis-Pierre Wenes, l'ex-numéro 2 de France Telecom, est jugé aux côtés de Didier Lombard et de l'ex-directeur des ressources humaines Olivier Barberot. France Telecom est également au rang des accusés en tant que personne morale. Le 20 décembre 2019, il est condamné en première instance, de même que l'ancien DRH de France Telecom Olivier Barberot, à un an de prison, dont huit mois avec sursis, et 15 000 euros d’amende,. Il fait appel dans la foulée.
La Cour d'appel de Paris (Pôle 2 - Ch. 13), dans un arrêt de 341 pages, le 30 septembre 2022, confirme sa condamnation pour harcèlement moral institutionnel, à la peine de un an d'emprisonnement, avec sursis au regard de son âge et de sa cessation d'activité professionnelle, et à 15 000 euros d'amende. Il forme alors un pourvoi devant la chambre criminelle de la Cour de cassation. La condamnation est confirmée par la Cour de cassation en janvier 2025.